# 帝京大学ラグビー部レイプ事件
帝京大学ラグビー部レイプ事件（ていきょうだいがくラグビーぶレイプじけん）は、1997年11月13日に帝京大学ラグビー部の複数の男子大学生によって起こされたレイプ事件。

## 概要
1997年11月13日、当時19歳であった女性が好意を寄せていた帝京大学ラグビー部の大学生にカラオケボックスに誘われて行った。そこでは最初に聞いた少人数での飲みとは大きく違い、既に同じラグビー部の部員が10人以上いて飲み会が始まっていた。この女性は別室で誘った元交際相手の男子大学生と性行為をしていたが、途中で気分が悪くなったため男子大学生は去って行った。この後にそこに他の複数の男子大学生が入ってきてこの女性はレイプされた。翌朝被害者は解放されて警察に被害届を出した。1998年1月にそのカラオケボックスでアルバイトをしていた獨協大学生を含む計8人が逮捕された。後に示談が成立し不起訴処分となった。
カラオケに誘った大学生はレイプの現場には居合わせておらず、その時には酔いつぶれて寝入っていた。レイプがあったことは知らずに後で友人から聞いてびっくりしたと言うのが本人の主張であった。だが被害者はこの誘った大学生もグルだったと思ったことから警察に被害届を出したために同時に逮捕されることとなった。後にこの大学生は帝京大学を退学になった。
テレビ番組で実名を挙げてこの事件の共犯者であると報道され名誉を著しく毀損された、として訴えを起こした者がいた。この人物は処分保留で釈放され起訴猶予処分となっていた。1998年1月にフジテレビを相手取り1100万円の賠償を求める訴訟を起こした。2001年9月26日に東京地方裁判所はフジテレビに対して慰謝料100万円を支払う判決を言い渡した。
被害者の女性はこの事件が原因で心的外傷後ストレス障害となり、精神科医の治療を受けることとなる。現在も深いPTSDに悩まされている。
映画『さよなら渓谷』はこのレイプ事件から製作されたが被害者には何一つ知らされる事がなかった。